# Championnat du monde masculin de curling 1989
Navigation
Édition précédente Édition suivante
Le Championnat du monde masculin de curling 1989 (nom officiel : World Men's Curling Championship) est le 31e championnat du monde masculin de curling.

Il a été organisé aux États-Unis dans la ville de Milwaukee, dans le Milwaukee Auditorium du 3 au 9 avril 1989.

## Équipes
| Canada | Danemark | France | Allemagne |
| --- | --- | --- | --- |
| Ottewell CC, Edmonton, Alberta Skip: Pat Ryan Third: Randy Ferbey Second: Don Walchuk Lead: Don McKenzie Remplaçant : Murray Ursuliak          | Hvidovre CC, Hvidovre Skip: Tommy Stjerne Third: Per Berg Second: Peter Andersen Lead: Anders Søderblom Remplaçant : Ivan Frederiksen   | Megève CC, Megève Skip: Dominique Dupont-Roc Third: Christian Dupont-Roc Second: Daniel Cosetto Lead: Patrick Philippe Remplaçant : Thierry Mercier | EV Füssen, Füssen Skip: Roland Jentsch Third: Uli Sutor Second: Charlie Kapp Lead: Thomas Vogelsang Remplaçant : Andy Kapp                   |
| Italie | Norvège | Écosse | Suède |
| Tofane CC, Cortina d'Ampezzo Skip: Andrea Pavani Third: Adriano Lorenzi Second: Fabio Alvera Lead: Stefano Morona Remplaçant : Stefano Zardini | Snarøen CC, Oslo Skip: Eigil Ramsfjell Third: Sjur Loen Second: Morten Søgaard Lead: Bo Bakke Remplaçant : Morten Skaug                 | Carmunnock & Rutherglen CC, Glasgow Skip: Graeme Adam Third: Ken Horton Second: Andrew McQuistin Lead: Robin Copland                                | Frösö-Oden CK, Östersund Skip: Thomas Norgren Third: Jan-Olov Nässén Second: Anders Lööf Lead: Mikael Ljungberg Remplaçant : Peter Cederwall |
| Suisse | États-Unis | | |
| Lausanne-Olympique CC, Lausanne Skip: Patrick Hürlimann Third: Andreas Hänni Second: Patrik Lörtscher Lead: Mario Gross                        | Granite CC, Seattle, Washington Skip: Jim Vukich Third: Curtis Fish Second: Bard Nordlund Lead: Jim Pleasants Remplaçant : Jason Larway | | |

## Classement
| Pays       | Skip                 | V | D |
| ---------- | -------------------- | - | - |
| Canada     | Pat                  | 8 | 3 |
| Suisse     | Patrick Hürlimann    | 7 | 4 |
| Norvège    | Eigil Ramsfjell      | 7 | 3 |
| Suède      | Thomas Norgen        | 7 | 3 |
| Écosse     | Graeme Adam          | 5 | 4 |
| Danemark   | Tommy Stjerne        | 4 | 5 |
| Italie     | Andrea Pavani        | 4 | 6 |
| Allemagne  | Roland Jentsch       | 4 | 6 |
| France     | Dominique Dupont-Roc | 3 | 8 |
| États-Unis | Jim Vukich           | 1 | 8 |

*Légende: V = Victoire - D = Défaite

## Résultats

### Match 1
| Équipes         | 1 | 2 | 3 | 4 | 5 | 6 | 7 | 8 | 9 | 10 | Total |
| --------------- | - | - | - | - | - | - | - | - | - | -- | ----- |
| Suède (Norgen)  | – | – | – | – | – | – | – | – | – | –  | 8     |
| Italie (Pavani) | – | – | – | – | – | – | – | – | – | –  | 4     |

| Équipes             | 1 | 2 | 3 | 4 | 5 | 6 | 7 | 8 | 9 | 10 | Total |
| ------------------- | - | - | - | - | - | - | - | - | - | -- | ----- |
| Suisse (Hürlimann)  | – | – | – | – | – | – | – | – | – | –  | 7     |
| États-Unis (Vukich) | – | – | – | – | – | – | – | – | – | –  | 4     |

| Équipes             | 1 | 2 | 3 | 4 | 5 | 6 | 7 | 8 | 9 | 10 | Total |
| ------------------- | - | - | - | - | - | - | - | - | - | -- | ----- |
| Allemagne (Jentsch) | – | – | – | – | – | – | – | – | – | –  | 7     |
| Canada (Ryan)       | – | – | – | – | – | – | – | – | – | –  | 3     |

| Équipes             | 1 | 2 | 3 | 4 | 5 | 6 | 7 | 8 | 9 | 10 | Total |
| ------------------- | - | - | - | - | - | - | - | - | - | -- | ----- |
| Norvège (Ramsfjell) | – | – | – | – | – | – | – | – | – | –  | 0     |
| Écosse (Adam)       | – | – | – | – | – | – | – | – | – | –  | 7     |

| Équipes             | 1 | 2 | 3 | 4 | 5 | 6 | 7 | 8 | 9 | 10 | Total |
| ------------------- | - | - | - | - | - | - | - | - | - | -- | ----- |
| France (Dupont-Roc) | – | – | – | – | – | – | – | – | – | –  | 4     |
| Danemark (Stjerne)  | – | – | – | – | – | – | – | – | – | –  | 6     |

### Match 2
| Équipes             | 1 | 2 | 3 | 4 | 5 | 6 | 7 | 8 | 9 | 10 | Total |
| ------------------- | - | - | - | - | - | - | - | - | - | -- | ----- |
| France (Dupont-Roc) | – | – | – | – | – | – | – | – | – | –  | 2     |
| Suisse (Hürlimann)  | – | – | – | – | – | – | – | – | – | –  | 8     |

| Équipes            | 1 | 2 | 3 | 4 | 5 | 6 | 7 | 8 | 9 | 10 | Total |
| ------------------ | - | - | - | - | - | - | - | - | - | -- | ----- |
| Canada (Ryan)      | – | – | – | – | – | – | – | – | – | –  | 4     |
| Danemark (Stjerne) | – | – | – | – | – | – | – | – | – | –  | 0     |

| Équipes             | 1 | 2 | 3 | 4 | 5 | 6 | 7 | 8 | 9 | 10 | Total |
| ------------------- | - | - | - | - | - | - | - | - | - | -- | ----- |
| Suède (Norgen)      | – | – | – | – | – | – | – | – | – | –  | 5     |
| Norvège (Ramsfjell) | – | – | – | – | – | – | – | – | – | –  | 7     |

| Équipes             | 1 | 2 | 3 | 4 | 5 | 6 | 7 | 8 | 9 | 10 | Total |
| ------------------- | - | - | - | - | - | - | - | - | - | -- | ----- |
| Allemagne (Jentsch) | – | – | – | – | – | – | – | – | – | –  | 1     |
| Italie (Pavani)     | – | – | – | – | – | – | – | – | – | –  | 3     |

| Équipes             | 1 | 2 | 3 | 4 | 5 | 6 | 7 | 8 | 9 | 10 | Total |
| ------------------- | - | - | - | - | - | - | - | - | - | -- | ----- |
| États-Unis (Vukich) | – | – | – | – | – | – | – | – | – | –  | 3     |
| Écosse (Adam)       | – | – | – | – | – | – | – | – | – | –  | 5     |

### Match 3
| Équipes            | 1 | 2 | 3 | 4 | 5 | 6 | 7 | 8 | 9 | 10 | Total |
| ------------------ | - | - | - | - | - | - | - | - | - | -- | ----- |
| Écosse (Adam)      | – | – | – | – | – | – | – | – | – | –  | 3     |
| Danemark (Stjerne) | – | – | – | – | – | – | – | – | – | –  | 2     |

| Équipes             | 1 | 2 | 3 | 4 | 5 | 6 | 7 | 8 | 9 | 10 | Total |
| ------------------- | - | - | - | - | - | - | - | - | - | -- | ----- |
| Italie (Pavani)     | – | – | – | – | – | – | – | – | – | –  | 3     |
| Norvège (Ramsfjell) | – | – | – | – | – | – | – | – | – | –  | 8     |

| Équipes             | 1 | 2 | 3 | 4 | 5 | 6 | 7 | 8 | 9 | 10 | Total |
| ------------------- | - | - | - | - | - | - | - | - | - | -- | ----- |
| États-Unis (Vukich) | – | – | – | – | – | – | – | – | – | –  | 7     |
| Suède (Norgen)      | – | – | – | – | – | – | – | – | – | –  | 10    |

| Équipes        | 1 | 2 | 3 | 4 | 5 | 6 | 7 | 8 | 9 | 10 | Total |
| -------------- | - | - | - | - | - | - | - | - | - | -- | ----- |
| Canada (Ryan)  | – | – | – | – | – | – | – | – | – | –  | 7     |
| Suède (Norgen) | – | – | – | – | – | – | – | – | – | –  | 3     |

| Équipes             | 1 | 2 | 3 | 4 | 5 | 6 | 7 | 8 | 9 | 10 | Total |
| ------------------- | - | - | - | - | - | - | - | - | - | -- | ----- |
| Allemagne (Jentsch) | – | – | – | – | – | – | – | – | – | –  | 4     |
| Suisse (Hürlimann)  | – | – | – | – | – | – | – | – | – | –  | 8     |

### Match 4
| Équipes             | 1 | 2 | 3 | 4 | 5 | 6 | 7 | 8 | 9 | 10 | Total |
| ------------------- | - | - | - | - | - | - | - | - | - | -- | ----- |
| Italie (Pavani)     | – | – | – | – | – | – | – | – | – | –  | 3     |
| États-Unis (Vukich) | – | – | – | – | – | – | – | – | – | –  | 1     |

| Équipes             | 1 | 2 | 3 | 4 | 5 | 6 | 7 | 8 | 9 | 10 | Total |
| ------------------- | - | - | - | - | - | - | - | - | - | -- | ----- |
| Allemagne (Jentsch) | – | – | – | – | – | – | – | – | – | –  | 1     |
| Suède (Norgen)      | – | – | – | – | – | – | – | – | – | –  | 5     |

| Équipes            | 1 | 2 | 3 | 4 | 5 | 6 | 7 | 8 | 9 | 10 | Total |
| ------------------ | - | - | - | - | - | - | - | - | - | -- | ----- |
| Suisse (Hürlimann) | – | – | – | – | – | – | – | – | – | –  | 6     |
| Danemark (Stjerne) | – | – | – | – | – | – | – | – | – | –  | 1     |

| Équipes             | 1 | 2 | 3 | 4 | 5 | 6 | 7 | 8 | 9 | 10 | Total |
| ------------------- | - | - | - | - | - | - | - | - | - | -- | ----- |
| Écosse (Adam)       | – | – | – | – | – | – | – | – | – | –  | 7     |
| France (Dupont-Roc) | – | – | – | – | – | – | – | – | – | –  | 3     |

| Équipes             | 1 | 2 | 3 | 4 | 5 | 6 | 7 | 8 | 9 | 10 | Total |
| ------------------- | - | - | - | - | - | - | - | - | - | -- | ----- |
| Norvège (Ramsfjell) | – | – | – | – | – | – | – | – | – | –  | 10    |
| Canada (Ryan)       | – | – | – | – | – | – | – | – | – | –  | 7     |

### Match 5
| Équipes             | 1 | 2 | 3 | 4 | 5 | 6 | 7 | 8 | 9 | 10 | Total |
| ------------------- | - | - | - | - | - | - | - | - | - | -- | ----- |
| Danemark (Stjerne)  | – | – | – | – | – | – | – | – | – | –  | 5     |
| Norvège (Ramsfjell) | – | – | – | – | – | – | – | – | – | –  | 4     |

| Équipes        | 1 | 2 | 3 | 4 | 5 | 6 | 7 | 8 | 9 | 10 | Total |
| -------------- | - | - | - | - | - | - | - | - | - | -- | ----- |
| Suède (Norgen) | – | – | – | – | – | – | – | – | – | –  | 6     |
| Écosse (Adam)  | – | – | – | – | – | – | – | – | – | –  | 5     |

| Équipes            | 1 | 2 | 3 | 4 | 5 | 6 | 7 | 8 | 9 | 10 | Total |
| ------------------ | - | - | - | - | - | - | - | - | - | -- | ----- |
| Canada (Ryan)      | – | – | – | – | – | – | – | – | – | –  | 5     |
| Suisse (Hürlimann) | – | – | – | – | – | – | – | – | – | –  | 3     |

| Équipes             | 1 | 2 | 3 | 4 | 5 | 6 | 7 | 8 | 9 | 10 | Total |
| ------------------- | - | - | - | - | - | - | - | - | - | -- | ----- |
| États-Unis (Vukich) | – | – | – | – | – | – | – | – | – | –  | 6     |
| Allemagne (Jentsch) | – | – | – | – | – | – | – | – | – | –  | 5     |

| Équipes             | 1 | 2 | 3 | 4 | 5 | 6 | 7 | 8 | 9 | 10 | Total |
| ------------------- | - | - | - | - | - | - | - | - | - | -- | ----- |
| Italie (Pavani)     | – | – | – | – | – | – | – | – | – | –  | 5     |
| France (Dupont-Roc) | – | – | – | – | – | – | – | – | – | –  | 6     |

### Match 6
| Équipes             | 1 | 2 | 3 | 4 | 5 | 6 | 7 | 8 | 9 | 10 | Total |
| ------------------- | - | - | - | - | - | - | - | - | - | -- | ----- |
| Allemagne (Jentsch) | – | – | – | – | – | – | – | – | – | –  | 2     |
| France (Dupont-Roc) | – | – | – | – | – | – | – | – | – | –  | 8     |

| Équipes             | 1 | 2 | 3 | 4 | 5 | 6 | 7 | 8 | 9 | 10 | Total |
| ------------------- | - | - | - | - | - | - | - | - | - | -- | ----- |
| États-Unis (Vukich) | – | – | – | – | – | – | – | – | – | –  | 3     |
| Canada (Ryan)       | – | – | – | – | – | – | – | – | – | –  | 8     |

| Équipes         | 1 | 2 | 3 | 4 | 5 | 6 | 7 | 8 | 9 | 10 | Total |
| --------------- | - | - | - | - | - | - | - | - | - | -- | ----- |
| Italie (Pavani) | – | – | – | – | – | – | – | – | – | –  | 2     |
| Écosse (Adam)   | – | – | – | – | – | – | – | – | – | –  | 6     |

| Équipes             | 1 | 2 | 3 | 4 | 5 | 6 | 7 | 8 | 9 | 10 | Total |
| ------------------- | - | - | - | - | - | - | - | - | - | -- | ----- |
| Suisse (Hürlimann)  | – | – | – | – | – | – | – | – | – | –  | 4     |
| Norvège (Ramsfjell) | – | – | – | – | – | – | – | – | – | –  | 9     |

| Équipes            | 1 | 2 | 3 | 4 | 5 | 6 | 7 | 8 | 9 | 10 | Total |
| ------------------ | - | - | - | - | - | - | - | - | - | -- | ----- |
| Danemark (Stjerne) | – | – | – | – | – | – | – | – | – | –  | 6     |
| Suède (Norgen)     | – | – | – | – | – | – | – | – | – | –  | 7     |

### Match 7
| Équipes            | 1 | 2 | 3 | 4 | 5 | 6 | 7 | 8 | 9 | 10 | Total |
| ------------------ | - | - | - | - | - | - | - | - | - | -- | ----- |
| Suisse (Hürlimann) | – | – | – | – | – | – | – | – | – | –  | 6     |
| Suède (Norgen)     | – | – | – | – | – | – | – | – | – | –  | 7     |

| Équipes            | 1 | 2 | 3 | 4 | 5 | 6 | 7 | 8 | 9 | 10 | Total |
| ------------------ | - | - | - | - | - | - | - | - | - | -- | ----- |
| Danemark (Stjerne) | – | – | – | – | – | – | – | – | – | –  | 5     |
| Italie (Pavani)    | – | – | – | – | – | – | – | – | – | –  | 9     |

| Équipes             | 1 | 2 | 3 | 4 | 5 | 6 | 7 | 8 | 9 | 10 | Total |
| ------------------- | - | - | - | - | - | - | - | - | - | -- | ----- |
| Norvège (Ramsfjell) | – | – | – | – | – | – | – | – | – | –  | 11    |
| États-Unis (Vukich) | – | – | – | – | – | – | – | – | – | –  | 3     |

| Équipes             | 1 | 2 | 3 | 4 | 5 | 6 | 7 | 8 | 9 | 10 | Total |
| ------------------- | - | - | - | - | - | - | - | - | - | -- | ----- |
| France (Dupont-Roc) | – | – | – | – | – | – | – | – | – | –  | 2     |
| Canada (Ryan)       | – | – | – | – | – | – | – | – | – | –  | 3     |

| Équipes             | 1 | 2 | 3 | 4 | 5 | 6 | 7 | 8 | 9 | 10 | Total |
| ------------------- | - | - | - | - | - | - | - | - | - | -- | ----- |
| Écosse (Adam)       | – | – | – | – | – | – | – | – | – | –  | 5     |
| Allemagne (Jentsch) | – | – | – | – | – | – | – | – | – | –  | 6     |

### Match 8
| Équipes       | 1 | 2 | 3 | 4 | 5 | 6 | 7 | 8 | 9 | 10 | Total |
| ------------- | - | - | - | - | - | - | - | - | - | -- | ----- |
| Canada (Ryan) | – | – | – | – | – | – | – | – | – | –  | 5     |
| Écosse (Adam) | – | – | – | – | – | – | – | – | – | –  | 4     |

| Équipes             | 1 | 2 | 3 | 4 | 5 | 6 | 7 | 8 | 9 | 10 | Total |
| ------------------- | - | - | - | - | - | - | - | - | - | -- | ----- |
| Norvège (Ramsfjell) | – | – | – | – | – | – | – | – | – | –  | 7     |
| France (Dupont-Roc) | – | – | – | – | – | – | – | – | – | –  | 6     |

| Équipes             | 1 | 2 | 3 | 4 | 5 | 6 | 7 | 8 | 9 | 10 | Total |
| ------------------- | - | - | - | - | - | - | - | - | - | -- | ----- |
| Danemark (Stjerne)  | – | – | – | – | – | – | – | – | – | –  | 6     |
| Allemagne (Jentsch) | – | – | – | – | – | – | – | – | – | –  | 7     |

| Équipes            | 1 | 2 | 3 | 4 | 5 | 6 | 7 | 8 | 9 | 10 | Total |
| ------------------ | - | - | - | - | - | - | - | - | - | -- | ----- |
| Italie (Pavani)    | – | – | – | – | – | – | – | – | – | –  | 5     |
| Suisse (Hürlimann) | – | – | – | – | – | – | – | – | – | –  | 7     |

| Équipes             | 1 | 2 | 3 | 4 | 5 | 6 | 7 | 8 | 9 | 10 | Total |
| ------------------- | - | - | - | - | - | - | - | - | - | -- | ----- |
| Suède (Norgen)      | – | – | – | – | – | – | – | – | – | –  | 8     |
| États-Unis (Vukich) | – | – | – | – | – | – | – | – | – | –  | 5     |

### Match 9
| Équipes             | 1 | 2 | 3 | 4 | 5 | 6 | 7 | 8 | 9 | 10 | Total |
| ------------------- | - | - | - | - | - | - | - | - | - | -- | ----- |
| Norvège (Ramsfjell) | – | – | – | – | – | – | – | – | – | –  | 8     |
| Allemagne (Jentsch) | – | – | – | – | – | – | – | – | – | –  | 2     |

| Équipes            | 1 | 2 | 3 | 4 | 5 | 6 | 7 | 8 | 9 | 10 | Total |
| ------------------ | - | - | - | - | - | - | - | - | - | -- | ----- |
| Écosse (Adam)      | – | – | – | – | – | – | – | – | – | –  | 2     |
| Suisse (Hürlimann) | – | – | – | – | – | – | – | – | – | –  | 6     |

| Équipes             | 1 | 2 | 3 | 4 | 5 | 6 | 7 | 8 | 9 | 10 | Total |
| ------------------- | - | - | - | - | - | - | - | - | - | -- | ----- |
| France (Dupont-Roc) | – | – | – | – | – | – | – | – | – | –  | 3     |
| Suède (Norgen)      | – | – | – | – | – | – | – | – | – | –  | 5     |

| Équipes             | 1 | 2 | 3 | 4 | 5 | 6 | 7 | 8 | 9 | 10 | Total |
| ------------------- | - | - | - | - | - | - | - | - | - | -- | ----- |
| Danemark (Stjerne)  | – | – | – | – | – | – | – | – | – | –  | 5     |
| États-Unis (Vukich) | – | – | – | – | – | – | – | – | – | –  | 4     |

| Équipes         | 1 | 2 | 3 | 4 | 5 | 6 | 7 | 8 | 9 | 10 | Total |
| --------------- | - | - | - | - | - | - | - | - | - | -- | ----- |
| Canada (Ryan)   | – | – | – | – | – | – | – | – | – | –  | 7     |
| Italie (Pavani) | – | – | – | – | – | – | – | – | – | –  | 4     |

### Tie break

#### Tie break 1
| Équipes             | 1 | 2 | 3 | 4 | 5 | 6 | 7 | 8 | 9 | 10 | Total |
| ------------------- | - | - | - | - | - | - | - | - | - | -- | ----- |
| Italie (Pavani)     | – | – | – | – | – | – | – | – | – | –  | 8     |
| France (Dupont-Roc) | – | – | – | – | – | – | – | – | – | –  | 3     |

#### Tie break 2
| Équipes             | 1 | 2 | 3 | 4 | 5 | 6 | 7 | 8 | 9 | 10 | Total |
| ------------------- | - | - | - | - | - | - | - | - | - | -- | ----- |
| Allemagne (Jentsch) | – | – | – | – | – | – | – | – | – | –  | 8     |
| France (Dupont-Roc) | – | – | – | – | – | – | – | – | – | –  | 7     |

### Playoffs
|  | Demi-finales | Demi-finales |        |   | Finale | Finale |
|  | Demi-finales | Demi-finales |        |   | Finale | Finale |
|  |              |              |        |   |        |        |
|  |              |              |        |   |        |        |
|  |              |              |        |   |        |        |
|  | Norvège      | 2            |        |   |        |        |
|  | Norvège      | 2            |        |   |        |        |
|  | Suisse       | 4            |        |   |        |        |
|  | Suisse       | 4            | Suisse | 4 |        |        |
|  |              |              | Suisse | 4 |        |        |
|  |              | Canada       | 5      |   |        |        |
|  | Suède        | Canada       | 5      | 3 |        |        |
|  | Suède        |              |        | 3 |        |        |
|  | Canada       | 4            |        |   |        |        |
|  | Canada       | 4            |        |   |        |        |

#### Demi-finales
| Équipes             | 1 | 2 | 3 | 4 | 5 | 6 | 7 | 8 | 9 | 10 | Total |
| ------------------- | - | - | - | - | - | - | - | - | - | -- | ----- |
| Norvège (Ramsfjell) | – | – | – | – | – | – | – | – | – | –  | 2     |
| Suisse (Hürlimann)  | – | – | – | – | – | – | – | – | – | –  | 4     |

| Équipes        | 1 | 2 | 3 | 4 | 5 | 6 | 7 | 8 | 9 | 10 | Total |
| -------------- | - | - | - | - | - | - | - | - | - | -- | ----- |
| Suède (Norgen) | – | – | – | – | – | – | – | – | – | –  | 3     |
| Canada (Ryan)  | – | – | – | – | – | – | – | – | – | –  | 4     |

#### Finale
| Équipes            | 1 | 2 | 3 | 4 | 5 | 6 | 7 | 8 | 9 | 10 | Total |
| ------------------ | - | - | - | - | - | - | - | - | - | -- | ----- |
| Suisse (Hürlimann) | – | – | – | – | – | – | – | – | – | –  | 4     |
| Canada (Ryan)      | – | – | – | – | – | – | – | – | – | –  | 5     |

| Champion du monde de curling 1989 |
| --------------------------------- |
| Canada 19e titre                  |